# La voce della luna
 La voce della luna és l'última pel·lícula, franco-italiana, dirigida per Federico Fellini, segons la novel·la Il poema dei lunatici (El poema dels llunàtics) d'Ermanno Cavazzoni, i estrenada el 1990.

## Argument
Posada en imatges de la nostàlgia: El càndid Ivo Salvini, vagabund que comunica amb la Lluna, marxa a una estranya contrada a portar un peuc d'or que havia robat a la rossa Aldina.

## Repartiment
- Roberto Benigni - Ivo Salvini
- Paolo Villaggio - el prefecte Gonnella
- Nadia Ottaviani - Aldina Ferruzzi
- Marisa Tomasi - Marisa
- George Taylor - l'amant de Marisa
- Angelo Orlando - Nestore
- Susy Blady	 - Susy
- Dario Ghirardi - el periodista
- Dominique Chevalier - Tazio, 1r Germà de Micheluzzi
- Nigel Harris - Giuanin, 2n Germà de Micheluzzi
- Vito - 3r Germà de Micheluzzi
- Daniela Airoldi
- Stefano Antonucci
- Ferruccio Brembilla
- Stefano Cedrati

## Premis i nominacions
- 3 Premis David di Donatello, entre els quals el de millor actor per Paolo Villaggio